# Маловулизька сільська рада
| Маловулизька сільська рада — колишній орган місцевого самоврядування у Тиврівському районі Вінницької області з адміністративним центром у с. Мала Вулига. Сільській раді підпорядковані населені пункти: - с. Мала Вулига - с. Підлісівка - с. Польова Слобідка - с. Рогізна |

## Склад ради
Рада складалася з 12 депутатів та голови.

## Керівний склад сільської ради
| ПІБ                       | Основні відомості                                                                  | Дата обрання | Дата звільнення |
| ------------------------- | ---------------------------------------------------------------------------------- | ------------ | --------------- |
| Лимич Анатолій Михайлович | Сільський голова, 1967 року народження, освіта, член Соціалістичної партії України | 26.03.2006   | 31.10.2010      |
| Лимич Анатолій Михайлович | Сільський голова, 1967 року народження, освіта вища, безпартійний                  | 31.10.2010   |                 |

Примітка: таблиця складена за даними джерела